# Гентинг Арена
„Гентинг Арена“ е спортна зала в британския град Бирмингам. Капацитетът ѝ е 16 000 места. След 18 месеца строеж залата е почетно открита от английската група Куин през декември 1980 година.